# 岳阳华溪蟹
岳阳华溪蟹（学名：Sinopotamon yueyangense）为溪蟹科华溪蟹属的动物。在中国大陆，分布于湖南、湖北等地，多栖息于低海拔平原区河流、湖、池的泥洞中。